# Pneumatoraptor fodori
Pneumatoraptor fodori es la única especie conocida del género extinto Pneumatoraptor de dinosaurio terópodo paraviano que vivió a finales del período Cretácico, durante el Santoniense, cerca de 85 millones de años, en lo que es hoy Europa. Se conoce por una parte izquierda de la cintura escapular completa, un escapulocoracoide, encontraron en la Formación Csehbánya de la localidad Iharkút en las montañas de Bakony del oeste de Hungría. Esta formación se remonta a los finales del período Cretácico durante el Santoniense, cerca de 85 millones de años.  La especie tipo es Pneumatoraptor fodori, llamado así por Géza Fodor, quien proporcionó el financiamiento para la excavación. El nombre del género , "ladrón del aire", se refiere a la neumaticidad del hueso, los espacios huecos que se han llenado de sacos de aire en la vida. El holotipo muestra se identifica por el número de catálogo MTM V.2008.38.1. y con sede en el Museo de Historia Natural de Hungría en Budapest.
Pneumatoraptor se diferencia de otros terópodos en tener un omóplato estrecho que es casi circular en sección transversal, así como tener una gran abertura en el hueso de la cámara de aire. El hueso es pequeño, lo que indica que el animal era sólo la mitad del tamaño de las correspondientes Sinornithosaurus o 0,73 metros. La cintura escapular es en forma de L demuestra que es un miembro del grupo Paraves, que incluye los dromeosáuridos, trodóntidos, y las aves, pero los restos de Pneumatoraptor son demasiado incompletos para relacionarlo con alguno de estos grupos. Sin embargo, muchas de las características son similares a las de los dromeosáuridos. Otros restos de la misma formación pueden pertenecer a Pneumatoraptor. Estos incluyen los dientes aislados, garras, las vértebras caudales, y una pierna parcial ósea más baja, más precisamente una tibia.